# Groupe D des éliminatoires du Championnat d'Europe de football 2016
Navigation
Groupe C Groupe E
Cet article donne le calendrier, les résultats des matches ainsi que le classement du groupe D des éliminatoires de l'Euro 2016.
Ceci représente la toute première compétition officielle de Gibraltar, admise à l'UEFA en 2013.

## Classement
| Rang | Équipe               | Pts | J  | G | N | P  | Bp | Bc | Diff |  | Résultats (▼ dom., ► ext.) |     |     |     |     |     |     |
| ---- | -------------------- | --- | -- | - | - | -- | -- | -- | ---- |  | -------------------------- | --- | --- | --- | --- | --- | --- |
| 1    | Allemagne            | 22  | 10 | 7 | 1 | 2  | 24 | 9  | +15  |  | Allemagne                  |     | 3-1 | 1-1 | 2-1 | 2-1 | 4-0 |
| 2    | Pologne              | 21  | 10 | 6 | 3 | 1  | 33 | 10 | +23  |  | Pologne                    | 2-0 |     | 2-1 | 2-2 | 4-0 | 8-1 |
| 3    | République d'Irlande | 18  | 10 | 5 | 3 | 2  | 19 | 7  | +12  |  | République d'Irlande       | 1-0 | 1-1 |     | 1-1 | 1-0 | 7-0 |
| 4    | Écosse               | 15  | 10 | 4 | 3 | 3  | 22 | 12 | +10  |  | Écosse                     | 2-3 | 2-2 | 1-0 |     | 1-0 | 6-1 |
| 5    | Géorgie              | 9   | 10 | 3 | 0 | 7  | 10 | 16 | -6   |  | Géorgie                    | 0-2 | 0-4 | 1-2 | 1-0 |     | 4-0 |
| 6    | Gibraltar            | 0   | 10 | 0 | 0 | 10 | 2  | 56 | -54  |  | Gibraltar                  | 0-7 | 0-7 | 0-4 | 0-6 | 0-3 |     |

- Gibraltar est éliminé à la suite de sa défaite (0-4) face à l'Irlande, le 4 septembre 2015.
- La Géorgie est éliminée depuis le 7 septembre 2015 à la suite de sa défaite (1-0) en Irlande conjuguée à la victoire (8-1) de la Pologne face à Gibraltar.
- L'Écosse est éliminée depuis le 8 octobre 2015 à la suite de son match nul (2-2) face à la Pologne conjuguée à la victoire (1-0) de l'Irlande face à l'Allemagne.
- L'Allemagne et la Pologne termine premier et deuxième du groupe et se qualifient pour l'Euro 2016 de football à la suite de leur victoire (double 2-1) face à la Géorgie et l'Irlande, l'adversaire de la Pologne (l'Irlande) termine troisième du groupe et joue les barrages, le 11 octobre 2015.

## Résultats et calendrier
| 1re journée                | Géorgie         | 1 – 2   | République d'Irlande | Stade Boris-Paichadze, Tbilissi             |                                             |
| 7 septembre 2014 18h00 HEC | Okriashvili 38e | (1 - 1) | 24e 90e McGeady      | Spectateurs : 22 000 Arbitrage : Kevin Blom | Spectateurs : 22 000 Arbitrage : Kevin Blom |
| 7 septembre 2014 18h00 HEC | Rapport         |         |                      | Spectateurs : 22 000 Arbitrage : Kevin Blom | Spectateurs : 22 000 Arbitrage : Kevin Blom |

|           | Allemagne      | 2 – 1   | Écosse   | Signal Iduna Park, Dortmund                        |                                                    |
| 20h45 HEC | Müller 18e 70e | (1 - 0) | 66e Anya | Spectateurs : 60 209 Arbitrage : Svein Oddvar Moen | Spectateurs : 60 209 Arbitrage : Svein Oddvar Moen |
| 20h45 HEC | Rapport        |         |          | Spectateurs : 60 209 Arbitrage : Svein Oddvar Moen | Spectateurs : 60 209 Arbitrage : Svein Oddvar Moen |

|           | Gibraltar | 0 – 7   | Pologne                                                        | Estádio Algarve, Faro                              |                                                    |
| 20h45 HEC |           | (0 - 1) | 11e 48e Grosicki · 50e 53e 86e 90+2e Lewandowski · 58e Szukała | Spectateurs : 1 620 Arbitrage : Stefan Johannesson | Spectateurs : 1 620 Arbitrage : Stefan Johannesson |
| 20h45 HEC | Rapport   |         |                                                                | Spectateurs : 1 620 Arbitrage : Stefan Johannesson | Spectateurs : 1 620 Arbitrage : Stefan Johannesson |

| 2e journée                | République d'Irlande                                                       | 7 – 0   | Gibraltar | Aviva Stadium, Dublin                             |                                                   |
| 11 octobre 2014 18h00 HEC | Keane 6e 14e 18e (pen.) · McClean 46e 53e · Perez 52e (csc) · Hoolahan 56e | (3 - 0) |           | Spectateurs : 35 123 Arbitrage : Leontios Trattou | Spectateurs : 35 123 Arbitrage : Leontios Trattou |
| 11 octobre 2014 18h00 HEC | Rapport                                                                    |         |           | Spectateurs : 35 123 Arbitrage : Leontios Trattou | Spectateurs : 35 123 Arbitrage : Leontios Trattou |

|           | Écosse             | 1 – 0   | Géorgie | Ibrox Stadium, Glasgow                            |                                                   |
| 18h00 HEC | Khubutia 28e (csc) | (1 - 0) |         | Spectateurs : 34 719 Arbitrage : Miroslav Zelinka | Spectateurs : 34 719 Arbitrage : Miroslav Zelinka |
| 18h00 HEC | Rapport            |         |         | Spectateurs : 34 719 Arbitrage : Miroslav Zelinka | Spectateurs : 34 719 Arbitrage : Miroslav Zelinka |

|           | Pologne              | 2 – 0   | Allemagne | Stade national de Varsovie, Varsovie           |                                                |
| 20h45 HEC | Milik 51e · Mila 88e | (0 - 0) |           | Spectateurs : 56 934 Arbitrage : Pedro Proença | Spectateurs : 56 934 Arbitrage : Pedro Proença |
| 20h45 HEC | Rapport              |         |           | Spectateurs : 56 934 Arbitrage : Pedro Proença | Spectateurs : 56 934 Arbitrage : Pedro Proença |

| 3e journée                | Allemagne | 1 – 1   | République d'Irlande | Veltins Arena, Gelsenkirchen                   |                                                |
| 14 octobre 2014 20h45 HEC | Kroos 71e | (0 - 0) | 90+4e O'Shea         | Spectateurs : 52 000 Arbitrage : Damir Skomina | Spectateurs : 52 000 Arbitrage : Damir Skomina |
| 14 octobre 2014 20h45 HEC | Rapport   |         |                      | Spectateurs : 52 000 Arbitrage : Damir Skomina | Spectateurs : 52 000 Arbitrage : Damir Skomina |

|           | Pologne                   | 2 – 2   | Écosse                     | Stade national de Varsovie, Varsovie                      |                                                           |
| 20h45 HEC | Mączyński 11e · Milik 76e | (1 - 1) | 18e Maloney · 57e Naismith | Spectateurs : 55 197 Arbitrage : Alberto Undiano Mallenco | Spectateurs : 55 197 Arbitrage : Alberto Undiano Mallenco |
| 20h45 HEC | Rapport                   |         |                            | Spectateurs : 55 197 Arbitrage : Alberto Undiano Mallenco | Spectateurs : 55 197 Arbitrage : Alberto Undiano Mallenco |

|           | Gibraltar | 0 – 3   | Géorgie                                       | Estádio Algarve, Faro                        |                                              |
| 20h45 HEC |           | (0 - 2) | 9e Gelashvili · 19e Okriashvili · 69e Kankava | Spectateurs : 600 Arbitrage : Harald Lechner | Spectateurs : 600 Arbitrage : Harald Lechner |
| 20h45 HEC | Rapport   |         |                                               | Spectateurs : 600 Arbitrage : Harald Lechner | Spectateurs : 600 Arbitrage : Harald Lechner |

| 4e journée                 | Géorgie | 0 – 4   | Pologne                                            | Stade Boris-Paichadze, Tbilissi                    |                                                    |
| 14 novembre 2014 18h00 HEC |         | (0 - 0) | 51e Glik · 71e Krychowiak · 73e Mila · 90+2e Milik | Spectateurs : 18 000 Arbitrage : Paolo Tagliavento | Spectateurs : 18 000 Arbitrage : Paolo Tagliavento |
| 14 novembre 2014 18h00 HEC | Rapport |         |                                                    | Spectateurs : 18 000 Arbitrage : Paolo Tagliavento | Spectateurs : 18 000 Arbitrage : Paolo Tagliavento |

|           | Allemagne                                     | 4 – 0   | Gibraltar | Grundig Stadion, Nuremberg                       |                                                  |
| 20h45 HEC | Müller 12e 29e · Götze 38e · Santos 67e (csc) | (3 - 0) |           | Spectateurs : 44 380 Arbitrage : Alexandru Tudor | Spectateurs : 44 380 Arbitrage : Alexandru Tudor |
| 20h45 HEC | Rapport                                       |         |           | Spectateurs : 44 380 Arbitrage : Alexandru Tudor | Spectateurs : 44 380 Arbitrage : Alexandru Tudor |

|           | Écosse      | 1 – 0   | République d'Irlande | Celtic Park, Glasgow                           |                                                |
| 20h45 HEC | Maloney 75e | (0 - 0) |                      | Spectateurs : 59 239 Arbitrage : Milorad Mažić | Spectateurs : 59 239 Arbitrage : Milorad Mažić |
| 20h45 HEC | Rapport     |         |                      | Spectateurs : 59 239 Arbitrage : Milorad Mažić | Spectateurs : 59 239 Arbitrage : Milorad Mažić |

| 5e journée             | Géorgie | 0 – 2   | Allemagne             | Stade Boris-Paichadze, Tbilissi                 |                                                 |
| 29 mars 2015 18h00 HEC |         | (0 - 2) | 39e Reus · 44e Müller | Spectateurs : 51 000 Arbitrage : Clément Turpin | Spectateurs : 51 000 Arbitrage : Clément Turpin |
| 29 mars 2015 18h00 HEC | Rapport |         |                       | Spectateurs : 51 000 Arbitrage : Clément Turpin | Spectateurs : 51 000 Arbitrage : Clément Turpin |

|           | Écosse                                                              | 6 – 1   | Gibraltar    | Hampden Park, Glasgow                               |                                                     |
| 18h00 HEC | Maloney 18e (pen.) 34e (pen.) · Fletcher 29e 77e 90e · Naismith 39e | (4 - 1) | 19e Casciaro | Spectateurs : 34 255 Arbitrage : Mattias Gestranius | Spectateurs : 34 255 Arbitrage : Mattias Gestranius |
| 18h00 HEC | Rapport                                                             |         |              | Spectateurs : 34 255 Arbitrage : Mattias Gestranius | Spectateurs : 34 255 Arbitrage : Mattias Gestranius |

|           | République d'Irlande | 1 – 1   | Pologne    | Aviva Stadium, Dublin                           |                                                 |
| 20h45 HEC | Long 90+1e           | (0 - 1) | 26e Peszko | Spectateurs : 50 500 Arbitrage : Jonas Eriksson | Spectateurs : 50 500 Arbitrage : Jonas Eriksson |
| 20h45 HEC | Rapport              |         |            | Spectateurs : 50 500 Arbitrage : Jonas Eriksson | Spectateurs : 50 500 Arbitrage : Jonas Eriksson |

| 6e journée             | Pologne                                 | 4 – 0   | Géorgie | Stade national de Varsovie, Varsovie              |                                                   |
| 13 juin 2015 18h00 HEC | Milik 62e · Lewandowski 89e 90+2e 90+3e | (0 - 0) |         | Spectateurs : 56 512 Arbitrage : Aleksei Kulbakov | Spectateurs : 56 512 Arbitrage : Aleksei Kulbakov |
| 13 juin 2015 18h00 HEC | Rapport                                 |         |         | Spectateurs : 56 512 Arbitrage : Aleksei Kulbakov | Spectateurs : 56 512 Arbitrage : Aleksei Kulbakov |

|           | République d'Irlande | 1 – 1   | Écosse           | Aviva Stadium, Dublin                           |                                                 |
| 18h00 HEC | Walters 38e          | (1 - 0) | 47e (csc) O'Shea | Spectateurs : 49 063 Arbitrage : Nicola Rizzoli | Spectateurs : 49 063 Arbitrage : Nicola Rizzoli |
| 18h00 HEC | Rapport              |         |                  | Spectateurs : 49 063 Arbitrage : Nicola Rizzoli | Spectateurs : 49 063 Arbitrage : Nicola Rizzoli |

|           | Gibraltar | 0 – 7   | Allemagne                                                           | Estádio Algarve, Faro                          |                                                |
| 20h45 HEC |           | (0 - 1) | 28e 65e 71e Schürrle · 47e 81e Kruse · 51e Gündoğan · 57e Bellarabi | Spectateurs : 7 467 Arbitrage : Clayton Pisani | Spectateurs : 7 467 Arbitrage : Clayton Pisani |
| 20h45 HEC | Rapport   |         |                                                                     | Spectateurs : 7 467 Arbitrage : Clayton Pisani | Spectateurs : 7 467 Arbitrage : Clayton Pisani |

| 7e journée                 | Géorgie         | 1 – 0   | Écosse | Stade Boris-Paichadze, Tbilissi                 |                                                 |
| 4 septembre 2015 18h00 HEC | Kazaishvili 38e | (1 - 0) |        | Spectateurs : 23 000 Arbitrage : Ovidiu Haţegan | Spectateurs : 23 000 Arbitrage : Ovidiu Haţegan |
| 4 septembre 2015 18h00 HEC | Rapport         |         |        | Spectateurs : 23 000 Arbitrage : Ovidiu Haţegan | Spectateurs : 23 000 Arbitrage : Ovidiu Haţegan |

|           | Allemagne                  | 3 – 1   | Pologne         | Commerzbank-Arena, Francfort-sur-le-Main        |                                                 |
| 20h45 HEC | Müller 12e · Götze 19e 82e | (2 - 1) | 37e Lewandowski | Spectateurs : 48 500 Arbitrage : Nicola Rizzoli | Spectateurs : 48 500 Arbitrage : Nicola Rizzoli |
| 20h45 HEC | Rapport                    |         |                 | Spectateurs : 48 500 Arbitrage : Nicola Rizzoli | Spectateurs : 48 500 Arbitrage : Nicola Rizzoli |

|           | Gibraltar | 0 – 4   | République d'Irlande                           | Estádio Algarve, Faro                            |                                                  |
| 20h45 HEC |           | (0 - 1) | 26e Christie · 49e 51e (pen.) Keane · 79e Long | Spectateurs : 5 393 Arbitrage : Marijo Strahonja | Spectateurs : 5 393 Arbitrage : Marijo Strahonja |
| 20h45 HEC | Rapport   |         |                                                | Spectateurs : 5 393 Arbitrage : Marijo Strahonja | Spectateurs : 5 393 Arbitrage : Marijo Strahonja |

| 8e journée                 | Pologne                                                                                          | 8 – 1   | Gibraltar   | Stade national de Varsovie, Varsovie               |                                                    |
| 7 septembre 2015 20h45 HEC | Grosicki 8e 15e · Lewandowski 19e 29e · Milik 56e 72e · Błaszczykowski 59e (pen.) · Kapustka 74e | (4 - 0) | 87e Gosling | Spectateurs : 27 763 Arbitrage : Gediminas Mažeika | Spectateurs : 27 763 Arbitrage : Gediminas Mažeika |
| 7 septembre 2015 20h45 HEC | Rapport                                                                                          |         |             | Spectateurs : 27 763 Arbitrage : Gediminas Mažeika | Spectateurs : 27 763 Arbitrage : Gediminas Mažeika |

|           | République d'Irlande | 1 – 0   | Géorgie | Aviva Stadium, Dublin                       |                                             |
| 20h45 HEC | Walters 69e          | (0 - 0) |         | Spectateurs : 27 200 Arbitrage : István Vad | Spectateurs : 27 200 Arbitrage : István Vad |
| 20h45 HEC | Rapport              |         |         | Spectateurs : 27 200 Arbitrage : István Vad | Spectateurs : 27 200 Arbitrage : István Vad |

|           | Écosse                           | 2 – 3   | Allemagne                     | Hampden Park, Glasgow                          |                                                |
| 20h45 HEC | Hummels 28e (csc) · McArthur 43e | (2 - 2) | 18e 34e Müller · 54e Gündoğan | Spectateurs : 50 753 Arbitrage : Björn Kuipers | Spectateurs : 50 753 Arbitrage : Björn Kuipers |
| 20h45 HEC | Rapport                          |         |                               | Spectateurs : 50 753 Arbitrage : Björn Kuipers | Spectateurs : 50 753 Arbitrage : Björn Kuipers |

| 9e journée               | Géorgie                                                     | 4 – 0   | Gibraltar | Stade Boris-Paichadze, Tbilissi |                          |
| 8 octobre 2015 18h00 HEC | Vatsadze 30e 45e · Okriashvili 35e (pen.) · Kazaishvili 87e | (3 - 0) |           | Arbitrage : Serhiy Boiko        | Arbitrage : Serhiy Boiko |
| 8 octobre 2015 18h00 HEC | Rapport                                                     |         |           | Arbitrage : Serhiy Boiko        | Arbitrage : Serhiy Boiko |

|           | République d'Irlande | 1 – 0   | Allemagne | Aviva Stadium, Dublin                                    |                                                          |
| 20h45 HEC | Long 70e             | (0 - 0) |           | Spectateurs : 50 604 Arbitrage : Carlos Velasco Carballo | Spectateurs : 50 604 Arbitrage : Carlos Velasco Carballo |
| 20h45 HEC | Rapport              |         |           | Spectateurs : 50 604 Arbitrage : Carlos Velasco Carballo | Spectateurs : 50 604 Arbitrage : Carlos Velasco Carballo |

|           | Écosse                     | 2 – 2   | Pologne              | Hampden Park, Glasgow     |                           |
| 20h45 HEC | Ritchie 45e · Fletcher 62e | (1 - 1) | 3e 90+4e Lewandowski | Arbitrage : Viktor Kassai | Arbitrage : Viktor Kassai |
| 20h45 HEC | Rapport                    |         |                      | Arbitrage : Viktor Kassai | Arbitrage : Viktor Kassai |

| 10e journée               | Allemagne                     | 2 – 1   | Géorgie     | Red Bull Arena, Leipzig    |                            |
| 11 octobre 2015 20h45 HEC | Müller 50e (pen.) · Kruse 79e | (0 - 0) | 53e Kankava | Arbitrage : Pavel Královec | Arbitrage : Pavel Královec |
| 11 octobre 2015 20h45 HEC | Rapport                       |         |             | Arbitrage : Pavel Královec | Arbitrage : Pavel Královec |

|           | Gibraltar | 0 – 6   | Écosse                                                           | Estádio Algarve, Faro        |                              |
| 20h45 HEC |           | (0 - 2) | 25e Martin · 39e Maloney · 52e 56e 85e Fletcher · 90+1e Naismith | Arbitrage : Aleksei Kulbakov | Arbitrage : Aleksei Kulbakov |
| 20h45 HEC | Rapport   |         |                                                                  | Arbitrage : Aleksei Kulbakov | Arbitrage : Aleksei Kulbakov |

|           | Pologne                          | 2 – 1   | République d'Irlande | Stade national de Varsovie, Varsovie |                          |
| 20h45 HEC | Krychowiak 15e · Lewandowski 42e | (2 - 1) | 16e (pen.) Walters   | Arbitrage : Cüneyt Çakır             | Arbitrage : Cüneyt Çakır |
| 20h45 HEC | Rapport                          |         |                      | Arbitrage : Cüneyt Çakır             | Arbitrage : Cüneyt Çakır |

## Buteurs
| Pos | Joueur               | Pays                 | Buts |
| --- | -------------------- | -------------------- | ---- |
| 1   | Robert Lewandowski   | Pologne              | 13   |
| 2   | Thomas Müller        | Allemagne            | 9    |
| 3   | Steven Fletcher      | Écosse               | 7    |
| 4   | Arkadiusz Milik      | Pologne              | 6    |
| 5   | Robbie Keane         | République d'Irlande | 5    |
| 5   | Shaun Maloney        | Écosse               | 5    |
| 7   | Kamil Grosicki       | Pologne              | 4    |
| 8   | Mario Götze          | Allemagne            | 3    |
| 8   | André Schürrle       | Allemagne            | 3    |
| 8   | Max Kruse            | Allemagne            | 3    |
| 8   | Tornike Okriashvili  | Géorgie              | 3    |
| 8   | Shane Long           | République d'Irlande | 3    |
| 8   | Steven Naismith      | Écosse               | 3    |
| 8   | Jonathan Walters     | République d'Irlande | 3    |
| 15  | İlkay Gündoğan       | Allemagne            | 2    |
| 15  | Valeri Kazaishvili   | Géorgie              | 2    |
| 15  | Mate Vatsadze        | Géorgie              | 2    |
| 15  | Jaba Kankava         | Géorgie              | 2    |
| 15  | James McClean        | République d'Irlande | 2    |
| 15  | Aiden McGeady        | République d'Irlande | 2    |
| 15  | Sebastian Mila       | Pologne              | 2    |
| 15  | Grzegorz Krychowiak  | Pologne              | 2    |
| 23  | Karim Bellarabi      | Allemagne            | 1    |
| 23  | Toni Kroos           | Allemagne            | 1    |
| 23  | Marco Reus           | Allemagne            | 1    |
| 23  | Ikechi Anya          | Écosse               | 1    |
| 23  | James McArthur       | Écosse               | 1    |
| 23  | Matt Ritchie         | Écosse               | 1    |
| 23  | Chris Martin         | Écosse               | 1    |
| 23  | Nikoloz Gelashvili   | Géorgie              | 1    |
| 23  | Lee Casciaro         | Gibraltar            | 1    |
| 23  | Jake Gosling         | Gibraltar            | 1    |
| 23  | Cyrus Christie       | République d'Irlande | 1    |
| 23  | Wes Hoolahan         | République d'Irlande | 1    |
| 23  | John O'Shea          | République d'Irlande | 1    |
| 23  | Jakub Błaszczykowski | Pologne              | 1    |
| 23  | Kamil Glik           | Pologne              | 1    |
| 23  | Bartosz Kapustka     | Pologne              | 1    |
| 23  | Krzysztof Mączyński  | Pologne              | 1    |
| 23  | Sławomir Peszko      | Pologne              | 1    |
| 23  | Łukasz Szukała       | Pologne              | 1    |

### Buts contre son camp
| Joueur         | Pays                                  | Buts csc |
| -------------- | ------------------------------------- | -------- |
| Mats Hummels   | Allemagne (pour Écosse)               | 1        |
| Akaki Khubutia | Géorgie (pour Écosse)                 | 1        |
| Jordan Perez   | Gibraltar (pour République d'Irlande) | 1        |
| Yogan Santos   | Gibraltar (pour Allemagne)            | 1        |
| John O'Shea    | République d'Irlande (pour Écosse)    | 1        |